# أناستازيا فدوفينكو
أناستازيا فدوفينكو (بالرومانية: Anastasia Vdovenco)‏ مواليد 20 أبريل 1994 في كيشيناو، هي لاعبة كرة مضرب مولدوفية وتحتل حالياً المرتبة 606 (21 مارس 2016) في تصنيف رابطة محترفات كرة المضرب. أعلى تصنيف لها في الفردي كان 565. أعلى تصنيف لها في الزوجي كان 507.

## النهائيات

### الفردي
| الحصيلة | الرقم | التاريخ        | الدورة         | الأرضية | المنافس            | النتيجة                      |
| ------- | ----- | -------------- | -------------- | ------- | ------------------ | ---------------------------- |
| الوصافة | 1.    | 24 يونيو 2013  | بالز، رومانيا  | ترابية  | لورا أيوانا اندريه | 7–6(7–3), 6–7(4–7), 6–7(3–7) |
| الوصافة | 2.    | 7 أكتوبر 2013  | أنطاليا، تركيا | ترابية  | ماري بونوا         | 1–6, 1–6                     |
| الوصافة | 3.    | 25 نوفمبر 2013 | أنطاليا، تركيا | ترابية  | أليونا سوتنيكوفا   | 0–6, 6–7(2–7)                |

## روابط خارجية
- أناستازيا فدوفينكو على موقع رابطة محترفات التنس (الإنجليزية)
- أناستازيا فدوفينكو على موقع الاتحاد الدولي لكرة المضرب (الإنجليزية)
- أناستازيا فدوفينكو على موقع كأس بيلي جين كينغ (الإنجليزية)
- أناستازيا فدوفينكو على موقع خلاصة التنس.كوم (الإنجليزية)
- أناستازيا فدوفينكو على موقع إي إس بي إن.كوم (الإنجليزية)